# Jüdisches Schulhaus (Diemeringen)

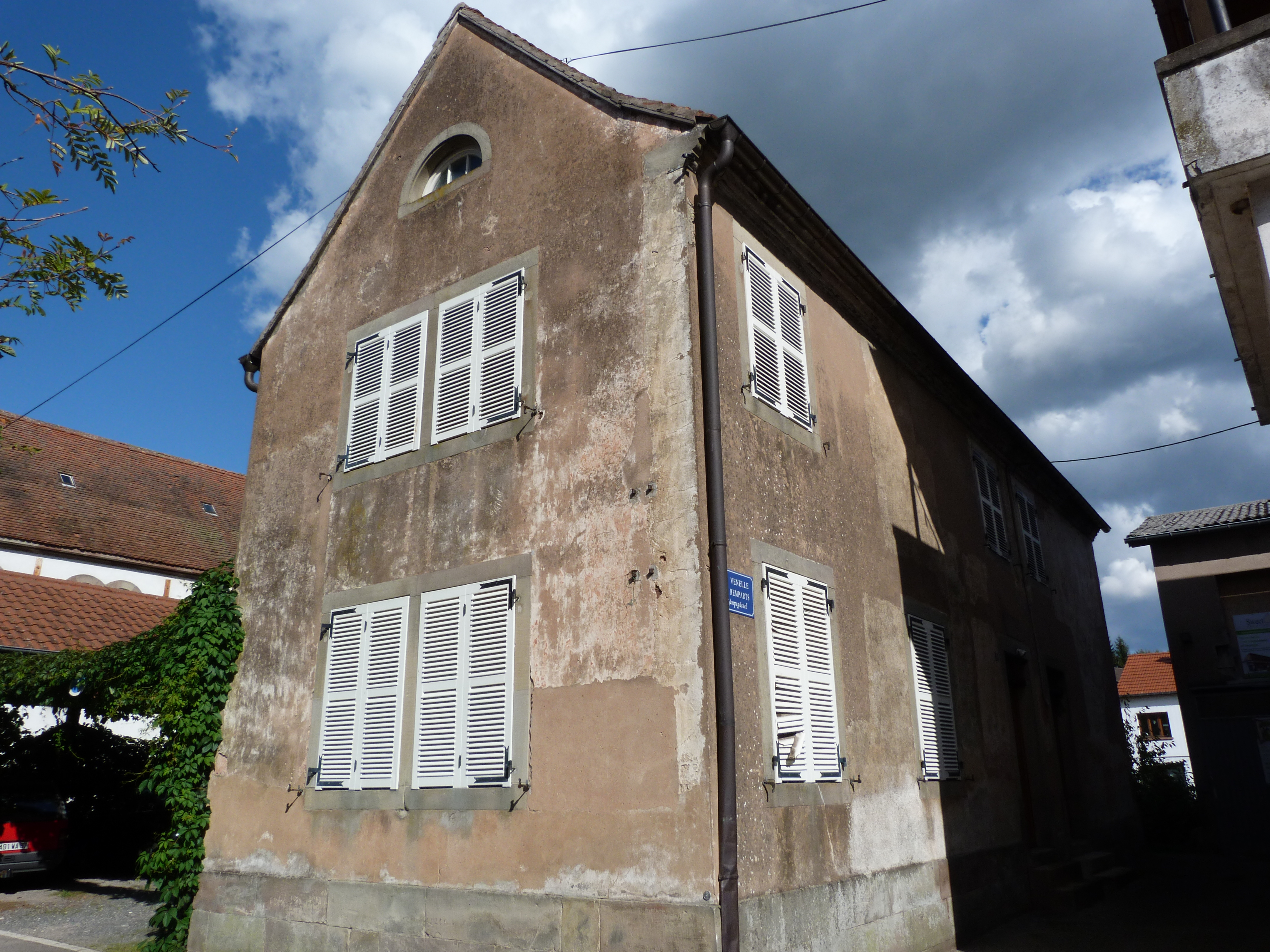
Jüdisches Schulhaus in Diemeringen

Das Jüdische Schulhaus in Diemeringen, einer Gemeinde im Département Bas-Rhin in der französischen Region Grand Est, wurde von 1853 bis 1862 errichtet. Das Schulgebäude in der Rue du Vin Nr. 9, direkt neben der Synagoge, ist seit 1999 als Monument historique klassifiziert.
Da die Synagoge nach einem Brand im Jahr 1906 restauriert werden musste, war die jüdische Gemeinde gezwungen das Schulhaus zu verkaufen. Die Gemeinde Diemeringen kaufte das Gebäude und vermietete es gleichzeitig für einen symbolischen Franc an die jüdische Gemeinde zur Nutzung als Schule.
Im Schulhaus befand sich auch die Wohnung des Lehrers und eine Mikwe, die heute noch erhalten ist.